# Volcom Pipe Pro
O Volcom Pipe Pro é uma competição de surf organizada a cada ano no surf spot de Banzai Pipeline, no North Shore de Oahu, no Havaí. Faz parte desde 2010 do calendário Qualifying Series da World Surf League em categoria 3 000 até 2019, depois em categoria 5 000 desde 2020.
Ainda que não figura no calendário do Circuito de elite do campeonato do mundo (contra o Billabong Pipe Masters), se trata de uma prestigiosa competição de surf de entrada dos surfista com qualidades no famoso spot internacional de Banzai Pipeline.

## História
Desde 2010, a World Surf League (naqueles tempos nomeada Associação dos surfistas profissionais) inscreveu a competição no calendário QS com uma categoria 3 000. 112 atletas ao total participam na competição. Os surfistas profissionais também de elevado nível fazem a sua entrada na competição à terceira volta, ambas primeiras voltas que fazem parte das fases de qualificação para os surfistas aficionados. A cada bateria (compreende também a final) está composta de quatro surfistas.
Desde 2014, os 16 melhores surfistas havaianos na classificação estão qualificados para a Pipe Invitational que faz parte do torneio qualificativo para o Billabong Pipe Masters.

## Palmarés

### Palmarés completo
| Ano             | Vencedor        | Pontuação | Finalistas                                     | Pontuação         |
| --------------- | --------------- | --------- | ---------------------------------------------- | ----------------- |
| Volcom Pipe Pro |                 |           |                                                |                   |
| 2010            | Jamie O'Brien   | 17.00     | Anthony Walsh Mark Mathews Danny Fuller        | 14.87 14.14 12.16 |
| 2011            | J. J. Florence  | 18.36     | Jamie O'Brien Chris Ward Aamion Goodwin        | 15.34 14.46 10.60 |
| 2012            | J. J. Florence  | 19.93     | Jamie O'Brien Kai Barger Nathan Yeomans        | 19.40 18.20 7.57  |
| 2013            | J. J. Florence  | 16.33     | Chris Ward Josh Kerr Olamana Eleogram          | 14.80 13.83 13.30 |
| 2014            | Kelly Slater    | 15.70     | Wiggolly Dantas Mason Ho Adriano de Souza      | 13.77 11.50 10.70 |
| 2015            | J. J. Florence  | 17.63     | Mason Ho Kelly Slater Sebastian Zietz          | 15.90 9.00 8.47   |
| 2016            | Kelly Slater    | 16.56     | Jamie O'Brien Makai McNamara Bruce Irons       | 9.94 8.90 6.73    |
| 2017            | Soli Bailey     | 13.26     | Adriano de Souza Griffin Colapinto Bruce Irons | 8.43 3.90 3.66    |
| 2018            | Joshua Moniz    | 17.56     | Jamie O'Brien Weslley Dantas Cam Richards      | 17.43 11.23 10.84 |
| 2019            | Jack Robinson   | 14.87     | Barron Mamiya Reef Heazlewood Balaram Stack    | 12.67 9.57 6.93   |
| 2020            | Wiggolly Dantas | 10.03     | João Chianca Yago Dourou Seth Moniz            | 7.83 6.30 5.17    |

### Palmarés individual
| Surfista           | País           | Vitórias | Finais | Total de aparecimentos |
| ------------------ | -------------- | -------- | ------ | ---------------------- |
| John John Florence | Havaí          | 4        | 0      | 4                      |
| Kelly Slater       | Estados Unidos | 2        | 1      | 3                      |
| Jamie O'Brien      | Havaí          | 1        | 4      | 5                      |
| Wiggolly Dantas    | Brasil         | 1        | 1      | 2                      |
| Adriano de Souza   | Brasil         | 0        | 2      | 2                      |
| Mason Ho           | Havaí          | 0        | 2      | 2                      |
| Bruce Irons        | Havaí          | 0        | 2      | 2                      |
| Chris Ward         | Estados Unidos | 0        | 2      | 2                      |